# Pierre Baour-Lormian
Pierre-Marie-François Baour-Lormian, nato Louis-Pierre-Marie-François Baour (Tolosa, 24 marzo 1770 – Parigi, 18 dicembre 1854), è stato un poeta e scrittore francese, membro dell'Accademia di Francia.

## Biografia

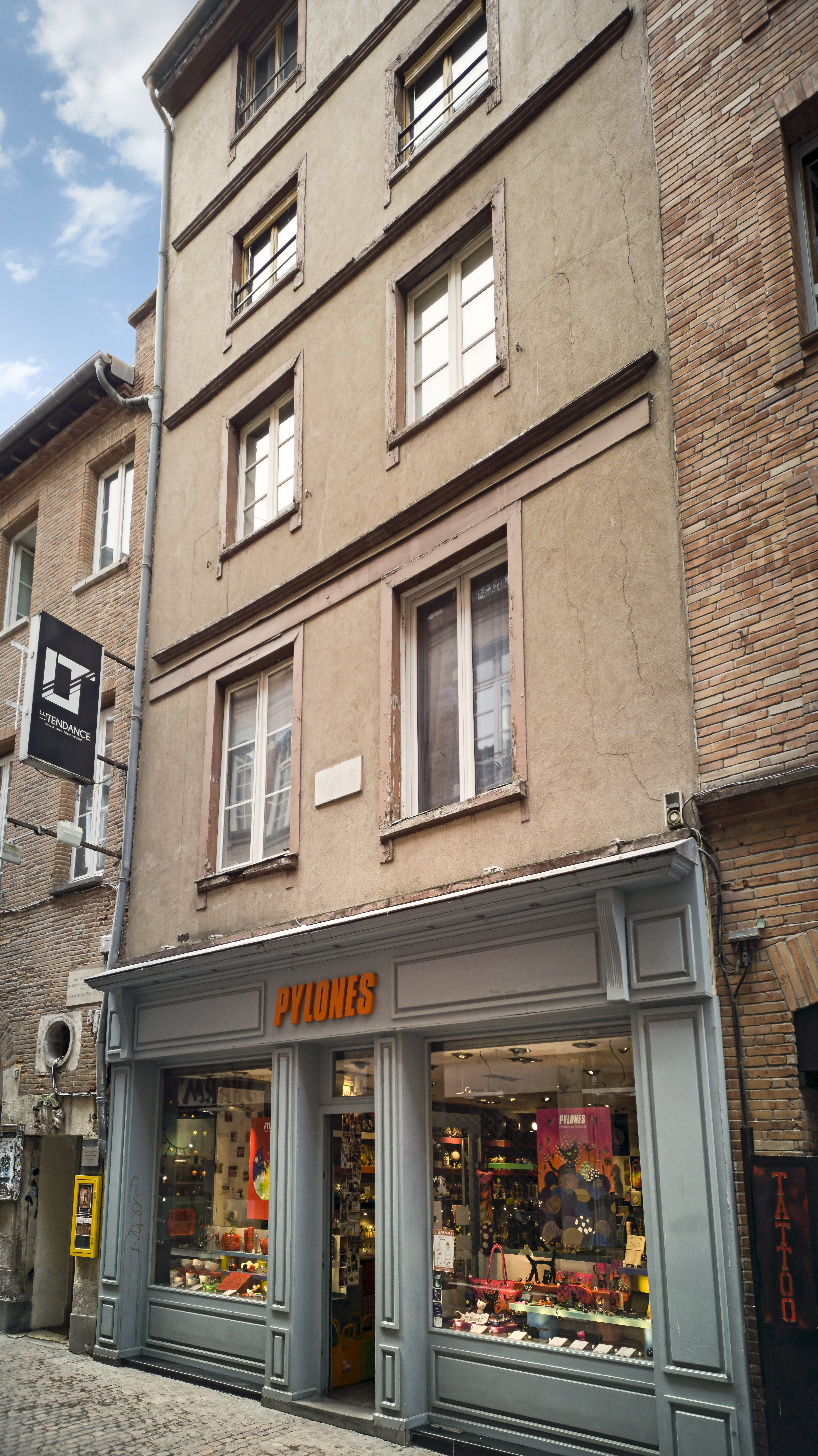
Luogo di nascita di Pierre Baour-Lormian a Tolosa

Pierre-Marie-François Baour-Lormian, è nato con il nome di Louis-Pierre-Marie-François Baour Figlio del tipografo Jean-François Baour, è nato a Tolosa, rue Saint-Rome (attuale n. 41 ). Fu studente al collegio dell'Esquile.
Pubblicò dapprima satire nella sua città natale e poi, a Parigi, traduzioni in versi, nel 1795 della Gerusalemme liberata (di Torquato Tasso, detto Le Tasse, 1581) e nel 1801 dei poemi di Ossian . Nel 1809 rappresentò con successo una tragedia in 5 atti Omasis ou Joseph en Égyptee e scrisse opere : Jérusalem délivrée, Aminte, Alexandre à Babylone. Si cimentò in un altro genere letterario, l'epopea del 1812 in Atlantide e le Géant de la Montagne. Nel 1819 rivisitò la sua traduzione del Tasso che rimase la sua opera principale. Negli ultimi anni, divenuto cieco, mise in versi il poema di Giobbe.
Fu eletto membro dell'Accademia di Francia il 29 marzo 1815.

## Opere
- Poésies Galiques (1801)
- Omasis (1806)
- Mahomet II (1810)
- Veillées poétiques (1811)
- Fêtes de l'Hymen
- La Jérusalem délivrée (1812, traduzione della Gerusalemme liberata)
- Poésies d'Ossian (1827, traduzione in versi dei Canti di Ossian)